# Philippe de Mazerolles
Philippe de Mazerolles est un peintre et enlumineur français, actif à Paris puis à Bruges. Il réalise la décoration de plusieurs ouvrages pour Charles le Téméraire ainsi que pour le roi d'Angleterre.

## Éléments biographiques
Plusieurs documents d'archives nous renseignent sur sa vie. Portant un nom français, il est signalé à Paris en 1454 à Paris où il vend un « tableau d'or », c'est-à-dire sans doute un retable. En 1467, il est mentionné en Flandre où il devient valet de chambre du duc de Bourgogne Charles le Téméraire, titre honorifique lui permettant de recevoir des subsides du prince. En 1469, il est reçu au sein de la guilde des enlumineurs de la ville de Bruges où il est installé. Il y vit et travaille jusqu'à sa mort en 1479. Ses biens ainsi que ceux de sa femme décédée la même année sont saisis car ils sont à leur mort sujets du roi de France et non flamands. 
Selon les archives ducales, le peintre officiel achève la décoration d'un livre d'heures noir qui a été offert au duc par les magistrats du Franc de Bruges en 1467-1468. Il décore par ailleurs 20 exemplaires des Ordonnances militaires en 1475 dont un exemplaire plus enluminé est laissé au duc (5 subsistent par ailleurs). En 1479, il fait livrer au roi Édouard IV d'Angleterre plusieurs manuscrits abondamment décorés. Cette grosse production pour ses différents commanditaires indiquent qu'il est à la tête d'un atelier disposant de plusieurs collaborateurs.

## Style du peintre
Formé à Paris, son style est directement inspiré du Maître de Bedford et reste jusqu'à la fin de sa carrière fidèle aux caractéristiques de la miniature parisienne du début du XVe siècle, restant imperméable aux influences du nouveau style flamand alors qu'il est installé au cœur de la création de ce dernier. Outre des miniatures, sa main se retrouve aussi dans des décorations de marges, notamment dans les Ordonnances militaires.

## Œuvres attribuées

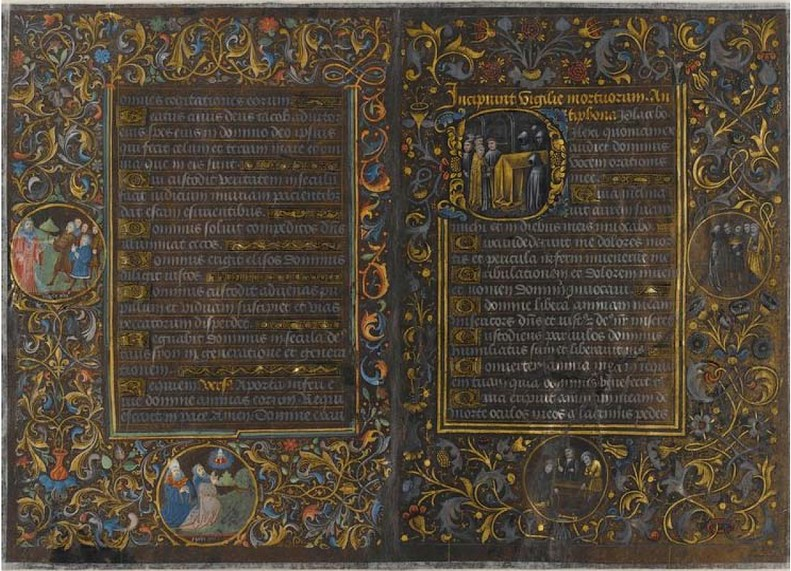
Bifolio d'un livre d'heures noir de Charles le Téméraire, Musée du Louvre

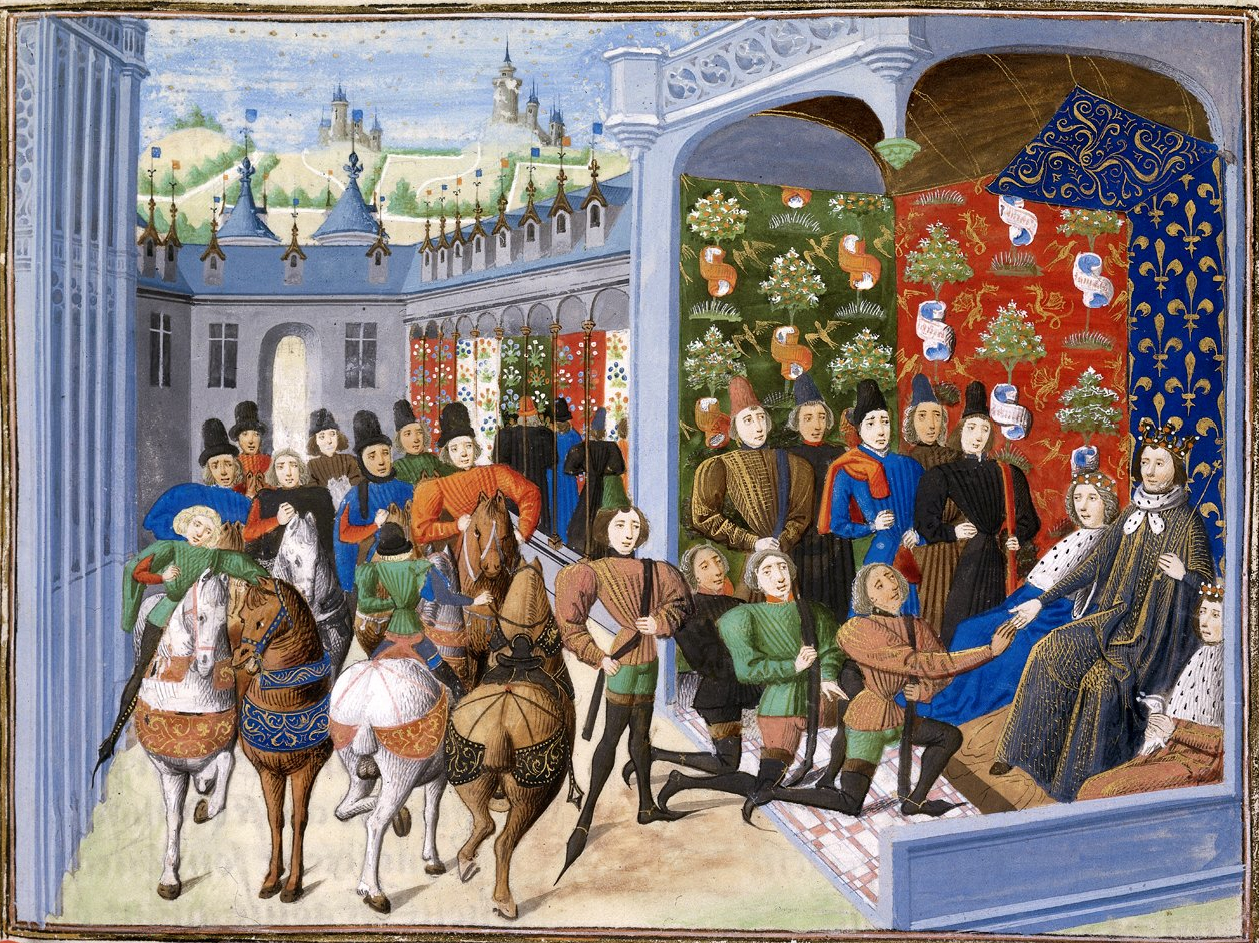
Le traité de Troyes. Miniature des Chroniques de Jean Froissart, British Library, Harley 4380

Du fait que son nom soit mentionné dans des documents d'archives, de nombreuses œuvres anonymes lui ont été attribuées. Plusieurs de ces attributions ont depuis été remises en cause : les œuvres de Maître de la Conquête de la Toison d'Or ont depuis été attribuées à Liévin van Lathem, les œuvres du Maître d'Antoine de Bourgogne et notamment le livre d'heures noir de Galeazzo Maria Sforza sont des attributions très controversées, ainsi que celles du Maître du Fitzwilliam 268. À l'inverse, il ne fait sans doute qu'un avec le Maître du Froissart de Philippe de Commynes (appelé aussi Master of the Harley Froissart). 

### Œuvres parisiennes
- Bibliothèque de Genève, Ms.164
- manuscrit d'Arnoul Gréban, Le mystère de la Passion, Bibliothèque de l'Arsenal, Ms.6431[6]
- manuscrit d'œuvres de Jean de Gerson et d'une légende de Ponce Pilate, Bibliothèque nationale de France, Fr909[7]
- Bibliothèque de l'Université de Princeton, Ms.87

### Œuvres brugeoises
- Un manuscrit des Chroniques de Jean Froissart pour Philippe de Commynes, British Library, Ms.Harley 4379-4380
- Un manuscrit des Chroniques du règne de Charles VII, Bibliothèque nationale de France, Fr.2691[8]
- Livre d'heures noir de Charles le Téméraire, vers 1466-1468, fragments conservé au musée du Louvre (1 bifolio, MI1091) et à la BNF (1 folio, NAL 149)
- Ordonnances militaires de Charles le Téméraire, 1475 : 5 exemplaires distribués aux capitaines du duc de Bourgogne à la BNF (Fr23963), Musée Meermanno à La Haye (Ms10C3), Bayerische Staatsbibliothek de Munich (Gall.18), Archives d'État autrichiennes de Vienne (Böhm suppl.1332) et Bibliothèque royale (Danemark) (NKS113)
- Manuscrit de La Fleur des histoires de Jean Mansel, en collaboration avec le Maître aux mains volubiles, vers 1470-1479, BNF Fr.299
- Vie de saint Hubert, vers 1470-1480, 9 miniatures en collaboration avec le Maître de Marguerite d'York, BNF, Fr.424
- Manuscrits pour Édouard IV à la British Library : Royal 14EI,IV, V et VI, 15EI, 16GIX, 17FII-III, 18DIX-X, 18EIII-IV, 19EI et V.